# Hecamede planifrons
Hecamede planifrons är en tvåvingeart som först beskrevs av Meijere 1913.  Hecamede planifrons ingår i släktet Hecamede och familjen vattenflugor. Inga underarter finns listade i Catalogue of Life.